# Ервін Шульгофф
Ервін Шульгоф (чеськ. Ervín Šulhov; *8 червня 1894, Прага — †18 серпня 1942, Вайсенбург) — чеський композитор та піаніст, єврейського походження.

## Біографія
Народився у заможній і високоосвіченій єврейській родині з багатим музичним корінням: двоюрідний дід Ервіна Шульгофа був відомий піаніст Юліус Шульгоф. Почав займатися як піаніст у Якоба Хольфельда. 
За рекомендацією Дворжака у 10-річному віці був прийнятий у Празьку консерваторію, вчився в Індржіха Каана фон Альбеста. Згодом навчався фортепіанного мистецтва у Відні — у Віллі Терна, в Лейпцигу — у Роберта Тайхмюллера і Карла Фрідберга, в Кельні—- у Лазара Уціелла; композицію вивчав під керівництвом Макса Регера, брав уроки у Дебюссі. 
Завоював як блискучий піаніст і композитор кілька премій. Зблизився з дадаїзмом, одним з перших європейських композиторів став активно використовувати джаз у симфонічній музиці. Викладав у Саарбрюкені, працював на радіо і грав в джазових оркестрах Праги, займався музичною журналістикою, виступав як піаніст в Німеччині, Франції та Великій Британії. Виконував твори Скрябіна, Шенберга, Берга, Веберна, Гіндеміта, Бартока та ін.
Після 1933 року зіткнувся з політичними й фінансовими труднощами як через своє єврейство, так і через прокомуністичні симпатії (в 1932 році він написав музику до «Комуністичному маніфесту» Маркса і Енгельса в 1933 році — «17 пісень Жовтневої революції»). Його твори були зараховані в Німеччині до «дегенеративного мистецтва», їх перестали виконувати. Після вступу гітлерівців у Чехословаччину (1939) Шульгоф міг виступати в чеській пресі і на радіо тільки під псевдонімом. У 1941 подав радянській владі прохання про громадянство в СРСР, отримав дозвіл і візу, але 23 червня, на другий день війни між Німеччиною і СРСР, був заарештований німцями. Помер в концентраційному таборі від туберкульозу.

## Список творів
- «Landschaften», Sinfonie für Mezzosopran унд Оркестр (1912)
- Lustige Ouvertüre für Оркестр (1913)
- Violinsonate Nr.1 (1913)
- Дивертисмент für Streichquartett (1914)
- Fünf LIEDER пасьянс Крістіан Моргенштерн (1915)
- Fünf Grotesken für Klavier (1917)
- Fünf Burlesken für Klavier (1918)
- Варіації über Ейн achttaktiges eigenes Thema für Оркестр (1919)
- Fünf Arabesken für Klavier (1919)
- Fünf Humoresken für Klavier (1919)
- Fünf Pittoresken für Klavier (1919)
- Соната Еротика für Solo-Muttertrompete (1919)
- «Menschheit», Eine Sinfonie für Altstimme унд зроби Оркестр (1919)
- «Bassnachtigall», Drei Vortragsstücke für Kontrafagott (1922)
- Rag-Music, für Klavier (1922)
- «Die Wolkenpumpe», Ernste Gesänge für Baritonstimme міт зробіть Vier Blasinstrumenten унд Schlagzeug Worten дез нах Heiligen Geistes (1922, на вірші Х.Арпа)
- «Ogelala», Ballettmysterium Ейнем антик нах-mexikanischen Original (1922)
- Fünf Stücke für Streichquartett (1923)
- Streichsextett (1924)
- Перша симфонія (1925)
- Концертіно für Flöte, альт унд Контрабас (1925)
- Violinsonate Nr. 2 (1927)
- Дивертисмент für Гобой, Klarinette унд Fagott (1927)
- Doppelkonzert für Flöte, Klavier, 2 Hörner унд Streichorchester (1927)
- «Міщанин у дворянстві», Konzertsuite (1928)
- Hot Music für Klavier (1928)
- Flammen, Опери (1929)
- Konzert für Streichquartett унд Blaser (1930)
- Люкс Dansante ен Джаз für Klavier (1931)
- Друга симфонія (1932)
- Valse Brillante für Altsaxophon унд Klavier (1933)
- Danse excentrique für Altsaxophon унд Klavier (1933)
- «Синкопований Пітер» für тромбон і фортеп'яно (1934)
- Третя симфонія (1935)
- Четверта симфонія «Spanische» (1936-1937)
- П'ята симфонія А Ромен Ролленд (1938-1939)
- Шоста симфонія «Freiheitssinfonie» (1940/41)
- Сьома симфонія «Героїчна» (1941)
- Восьма симфонія (1942)

## Шульгоф про музику
- Schriften / Hrsg. унд kommentiert фон Тобіас Уідмаьер. Гамбург: Фон Bockel, 1994.